# Lliga polonesa de bàsquet
La lliga polonesa de bàsquet, en polonès: Polska Liga Koszykówki (PLK), és la màxima competició de basquetbol de Polònia. Actualment (temporada 2015-2016) s'anomena Tauron Basket Liga per motius de patrocini.
Amb anterioritat s'anomenà Dominet Bank Ekstraliga (DBE), Dominet Basket Liga (DBL), Era Basket Liga i Lech Basket Liga.

## Equips participants (temporada 2014-15)
La temporada 2014-2015 hi han participat 16 equips:
- Anwil Włocławek
- Asseco Gdynia
- AZS Koszalin
- Energa Czarni Słupsk
- King Wilki Morskie Szczecin
- MKS Dabrowa Górnicza
- PGE Turow Zgorzelec
- Polfarmez Kutno
- Polpharma Starogard Gdański
- Polski Cutier Torun
- Rosa Radom
- Jezioro Tarnobrzeg
- Stelmet Zielona Góra
- Trefl Sopot
- Wikana Start Lublin
- WKS Śląsk Wrocław

## Historial
| - 1928: Czarna Trzynastka Poznan - 1929: Cracovia Kraków - 1930: AZS Poznan - 1931: AZS Poznan - 1932: AZS Poznan - 1933: YMCA Kraków - 1934: YMCA Kraków - 1935-36: KPW Poznan - 1937: AZS Poznan - 1938: Cracovia Kraków - 1939: KPW Poznan - 1940-45: no es disputà - 1946: KKS Poznan - 1947: AZS Warszawa - 1948: YMCA Lódz - 1949: ZZK Poznan - 1950: Spójnia Lódz - 1951: Kolejarz Poznan - 1952: Spójnia Lódz - 1953: Wlókniarz Lódz - 1954: Gwardia Kraków - 1955: Kolejarz Poznan - 1956: CWKS Warszawa - 1957: Legia Varsòvia - 1958: Lech Poznan - 1959: Polonia Warszawa - 1960: Legia Varsòvia - 1961: Legia Varsòvia - 1962: Wisla Kraków - 1963: Legia Varsòvia | - 1964: Wisla Kraków - 1965: Slask Wroclaw - 1966: Legia Varsòvia - 1967: AZS Warszawa - 1968: Wisla Kraków - 1969: Legia Varsòvia - 1970: Slask Wroclaw - 1971: Wybrzete Gdansk - 1972: Wybrzete Gdansk - 1973: Wybrzete Gdansk - 1974: Wisla Kraków - 1975: Resovia Rzeszów - 1976: Wisla Kraków - 1977: Slask Wroclaw - 1978: Wybrzeze Gdansk - 1979: Slask Wroclaw - 1980: Slask Wroclaw - 1981: Slask Wroclaw - 1982: Górnik Walbrzych - 1983: Lech Poznan - 1984: Lech Poznan - 1985: Zaglebie Sosnowiec - 1986: Zaglebie Sosnowiec - 1987: Slask Wroclaw - 1988: Górnik Walbrzych - 1989: Lech Poznan - 1990: Lech Poznan - 1991: Slask Wroclaw - 1992: Slask Wroclaw - 1993: Slask Wroclaw | - 1994: Slask Wroclaw - 1995: Znics Pruszków - 1996: Slask Wroclaw - 1997: Znics Pruszków - 1998: Slask Wroclaw - 1999: Slask Wroclaw - 2000: Slask Wroclaw - 2001: Slask Wroclaw - 2002: Slask Wroclaw - 2003: WTK Wloclawek - 2004: Prokom Trefl Sopot - 2005: Prokom Trefl Sopot - 2006: Prokom Trefl Sopot - 2007: Prokom Trefl Sopot - 2008: - 2009: - 2010: - 2011: - 2012: - 2013: - 2014: PGE Turow Zgorzelec - 2015: Stelmet Zielona Góra - 2016: Stelmet Zielona Góra |